# Samsung Dex
Samsung Dex (сокр. «Desktop eXperience») — режим, появившийся впервые в устройствах Samsung Galaxy S8 и Samsung Galaxy S8+, который добавляет мобильному устройству функциональность, аналогичную настольной, позволяя подключать компьютерную периферию. После подключения монитора, пользователю предоставляется интерфейс, ориентированный на работу с мышкой и клавиатурой, поддерживающий работу в оконном режиме.

## История
Режим Dex был представлен компанией Samsung 29 марта 2017 одновременно с Galaxy S8, Galaxy S8+, а также Gear 360.
Для использования телефона в режиме Dex была представлена док-станция Samsung Dex Station, содержащая порты для подключения самого телефона, а также 2 порта USB 2.0, Ethernet, HDMI 2.0, Usb-C для зарядки
. Для предотвращения перегрева в док-станцию встроен бесшумный кулер, охлаждающий заднюю панель телефона.
Позже, в феврале 2018 года была представлена следующая версия Dex Station под названием Dex Pad, имеющий структуру для горизонтального размещения смартфона. Обновленная версия позволяла использовать подключенное устройство как сенсорную панель и клавиатуру, что давало возможность использования режима Dex без подключенной внешней клавиатуры и мыши. Также появилась поддержка широкоформатных мониторов с разрешением вплоть до 2K.
На презентации Samsung Galaxy Note 9 было объявлено, что для использования Dex более не обязательно покупать док-станцию, а можно использовать переходники Usb-C на HDMI, но только с дополнительным питанием.
2 августа 2018 года был представлен Samsung Galaxy Tab S4, на котором режим Dex возможно использовать непосредственно на экране приложения, без необходимости подключения внешнего экрана.
А с выходом Samsung Galaxy Note 10, режим DeX можно использовать даже при подключении новых смартфонов к ноутбуку на базе Windows (версий 7 и 10) и Mac OS. Для этого необходимо предварительно установить на компьютер специальную программу Samsung DeX, доступную на официальной странице.
Начиная с Samsung Galaxy S21, S21+ и S21 Ultra режим Dex можно использовать как беспроводное подключение к ПК.

## Возможности
Режим Samsung Dex позволяет использовать мобильное устройство наравне с настольными решениями.
На оптимизированном под большой экран интерфейсе пользователь может запускать Android-приложения в оконном режиме, при этом большая часть из них открывается в планшетном режиме. Есть также и приложения, специально оптимизированные для использования в десктопном режиме.
Если программа используется в режиме Dex, то после отключения телефона от док-станции возможно продолжение использования приложения уже на экране телефона.
В ноябре 2017 года Samsung представили приложение «Linux on Dex», которое позволяет запускать Linux-образы компьютерных систем на мобильном устройстве. Для работы с образом, он должен быть оптимизирован под архитектуру процессоров ARM. Сам образ запускается в контейнере и использует ядро Linux от установленной на телефоне операционной системы Android. Стоит отметить, что в среде Linux можно запускать только приложения оптимизированные для работы с ARM.

## Поддерживаемые устройства

### Смартфоны
- Galaxy S8, Galaxy S8+
- Galaxy S9, Galaxy S9+
- Galaxy S10, Galaxy S10+, Galaxy S10e, Galaxy S10 5G
- Galaxy S20, S20+, S20 Ultra, S20 FE
- Galaxy S21, S21+, S21 Ultra, S21 FE
- Galaxy S22, S22+, S22 Ultra
- Galaxy S23, S23+, S23 Ultra
- Galaxy S24, S24+, S24 Ultra Galaxy S25, S25+, S25 Ultra
- Galaxy Note 8
- Galaxy Note 9
- Galaxy Note 10, 10+
- Galaxy Note 20, 20 Ultra
- Galaxy Fold, Z Fold2, Z Fold 3, Z Fold 4, Z Fold 5

### Планшеты
- Galaxy Tab Active Pro, Active 3
- Galaxy Tab S4
- Galaxy Tab S5e
- Galaxy Tab S6, S6 Lite
- Galaxy Tab S7, S7+
- Galaxy Tab S7 FE
- Galaxy Tab S8, S8+, S8 Ultra
- Galaxy Tab S9, S9+, S9 Ultra
- Galaxy Tab A9+